# Lừa Pyrenean
Lừa Pyrenean, tiếng Pháp: Âne des Pyrénées, là một giống lừa nhà có nguồn gốc từ một khu vực rộng lớn phía tây nam nước Pháp, bao gồm toàn bộ các vùng Nouvelle-Aquitaine, Midi Pyrénées và Languedoc Roussillon. Số lượng lừa giống này đông đúc nhất là ở Aquitaine, một phần lớn của khu vực lịch sử Gascony. Giống lừa Pyrenean kết hợp hai loại lừa khá khác nhau: lừa Gascon nhỏ và mạnh mẽ và giống lừa cao hơn và thanh lịch là lừa Catalan, giống lừa chiếm khoảng 20% tổng số lừa nước Pháp và ở Roussillon.

## Lịch sử
Lừa Pyrenean đang hưng thịnh vào đầu thế kỷ XX; Chiến tranh thế giới thứ nhất giảm dân số nông thôn, và số lượng lừa cũng giảm. Ảnh hưởng của cơ giới hóa nông nghiệp và vận tải dẫn đến sự suy giảm về số lượng nghiêm trọng hơn. Số lượng lừa thấp nhất đã đạt ghi nhận vào thời điểm những năm 1990, khi không còn hơn 20 cá thể lừa giống này. Loài này được tái tạo với nguồn lừa được nhập từ Tây Ban Nha. Hiệp hội các nhà lai tạo, Hiệp hội des Eleveurs d'Anes des Pyrénées, được thành lập vào năm 1994, và vào năm 1997 giống này đã được chính thức công nhận bởi Bộ Nông nghiệp và Haras Nationaux. Hiệp hội duy trì cuốn sách về giống cho giống lừa này.

## Đặc điểm
Lừa đực của loại Gascon có chiều cao khoảng 1,25–1,35 mét (49–53 in) tính từ vả vai, và lừa cái có chiều cao trong khoảng 1,20–1,30 mét (47–51 in). Con đực thuộc loại Catalan có số đo đo tối thiểu là 1,35 mét (53 in), và con cái tối thiểu là 1,30 mét (51 in); không có chiều cao tối đa cho loại Catalan.